# Austrodaphnella clathrata
Austrodaphnella clathrata é uma espécie de gastrópode do gênero Austrodaphnella, pertencente a família Raphitomidae.